# Presidenti del Gambia
I presidenti del Gambia si sono succeduti dal 1970, quando fu proclamata la Repubblica.

## Storia
Il Paese aveva raggiunto l'indipendenza dal Regno Unito nel 1965, divenendo un reame del Commonwealth (regnante Elisabetta II).

## Lista
| Presidente | Presidente | Presidente               | Partito                                                               | Elezione                               | Mandato         | Mandato                  |
| Presidente | Presidente | Presidente               | Partito                                                               | Elezione                               | Inizio          | Fine                     |
| ---------- | ---------- | ------------------------ | --------------------------------------------------------------------- | -------------------------------------- | --------------- | ------------------------ |
|            |            | Dawda Jawara (1924-2019) | Partito Progressista Popolare                                         | 1972, 1977, 1982, 1987, 1992           | 24 aprile 1970  | 22 luglio 1994 (deposto) |
|            |            | Yahya Jammeh (1965-)     | Militare, Alleanza Patriottica per il Riorientamento e la Costruzione | colpo di Stato, 1996, 2001, 2006, 2011 | 22 luglio 1994  | 19 gennaio 2017          |
|            |            | Adama Barrow (1965-)     | Coalition 2016 (fino al 2019) National People's Party (dal 2019)      | 2016, 2021                             | 19 gennaio 2017 | in carica                |